# 2005 en architecture
| Années de l'architecture : 2002 - 2003 - 2004 - 2005 - 2006 - 2007 - 2008    |
| Décennies de l'architecture : 1970 - 1980 - 1990 - 2000 - 2010 - 2020 - 2030 |

Cet article présente les faits marquants de l'année 2005 en architecture.

## Réalisations
- 5 mars : ouverture du Kunstmuseum de Stuttgart.
- 6 avril : ouverture de la Nuovo Polo Fiera de Milan construit par Massimiliano Fuksas.
- 14 avril : inauguration de la Casa da Música construite par Rem Koolhaas à Porto.
- 17 avril : ouverture de l'extension du Walker Art Center à Minneapolis dessiné par Herzog & de Meuron.
- 28 avril : ouverture de l'hôtel-casino Wynn Las Vegas dessiné par Jon Jerde.
- 15 septembre : inauguration du bâtiment 270 à Aubervilliers, premier bâtiment de bureau à recevoir la qualification HQE.
- 15 octobre : ouverture du nouveau musée De Young à San Francisco construit par Herzog & de Meuron.
- Construction de la Q1 Tower àn Surfers Paradise dans le Queensland.
- Construction de la Bloomberg Tower dans Manhattan à New York.
- Construction de la Chongqing World Trade Center à Chongqing au centre de la Chine.
- Construction de la Chelsea Tower à Dubaï.
- Construction de la Turning Torso à Malmö.
- Inauguration à Copenhague (Danemark) du nouvel opéra. Ce bâtiment est surnommé le « grille-pain » à cause de sa forme.

## Événements
- 17 mai : rénovation et restauration du Crown Hall de Mies van der Rohe à l'Illinois Institute of Technology commencent.
- Juin : les services postaux américains honorent douze chefs-d'œuvre de l'architecture moderne par l'émission de timbres.
- 6 octobre : début de la démolition de la Xanadu House. Sa démolition complète sera achevée le 10 octobre.

## Récompenses
- Grand Prix de l'urbanisme : Reichen et Robert.
- Prix de l'Union européenne pour l'architecture contemporaine Mies van der Rohe : Rem Koolhaas pour l'ambassade des Pays-Bas à Berlin.
- Prix Pritzker : Thom Mayne, de l'agence Morphosis.
- Prix Stirling et RIAS Award for Architecture : EMBT/RMJM pour le parlement écossais d'Édimbourg, Écosse.
- Prix de l'Équerre d'argent : Florence Lipsky et Pascal Rollet pour la nouvelle bibliothèque des sciences du campus d'Orléans-la-Source
- AIA Gold Medal : Santiago Calatrava Valls.
- Architecture Firm Award : Murphy/Jahn.
- AIA 25 Year Award :  centre pour l'art britannique de Yale à New Haven dessiné par Louis Kahn.
- Emporis Skyscraper Award : Turning Torso.
- Royal Gold Medal : Frei Otto.
- RAIA Gold Medal : James Birrell.
- Vincent Scully Prize : Le prince Charles.

## Naissances
- x

## Décès
- 25 janvier : Philip Johnson (° 8 juillet 1906).
- 16 mars : Ralph Erskine (° 1914) - architecte ayant conçu grand-ensemble Byker Wall à Newcastle upon Tyne.
- 22 mars : Kenzō Tange (° 4 septembre 1913).
- 4 juin : Giancarlo De Carlo (° 12 décembre 1919).
- 27 août : Ib Wibroe, architecte suédois (° 2 février 1925).
- 4 octobre : André Waterkeyn (° 23 août 1917).